# Montecatini Terme
Montecatini Terme – miejscowość i gmina we Włoszech, w regionie Toskania, w prowincji Pistoia.
Miasteczko ma charakter sanatoryjno-letniskowy, co związane jest z tutejszymi źródłami termalnymi. Źródła te w 1918 r. badała pod kątem radioaktywności Maria Skłodowska-Curie.
Według danych na rok 2004 gminę zamieszkiwały 20 024 osoby, 1177,9 os./km².

## Współpraca
Miejscowość partnerska:
- Locarno, Szwajcaria